# Carex yonganensis
Espèce
Classification phylogénétique
Carex yonganensis est une espèce de plantes du genre Carex et de la famille des Cyperaceae.